# Unabhängig und identisch verteilte Zufallsvariablen
Unabhängig und identisch verteilte Zufallsvariablen sind eine zentrale Konstruktion der Stochastik und eine wichtige Voraussetzung vieler mathematischer Sätze der Statistik. Unabhängig und identisch verteilte Zufallsvariablen besitzen alle dieselbe Verteilung, nehmen also mit gleicher Wahrscheinlichkeit gleiche Werte an, beeinflussen sich dabei aber nicht. Somit sind unabhängig und identisch verteilte Zufallsvariablen die stochastische Modellierung eines allgemeinen naturwissenschaftlichen Experiments: Die Unabhängigkeit sorgt dafür, dass sich die einzelnen Experimente nicht gegenseitig beeinflussen, die identische Verteilung dafür, dass dasselbe Experiment immer wieder durchgeführt wird.
Als Abkürzung finden sich in der Literatur unter anderem iid oder i.i.d. als Abkürzung des englischen independent and identically distributed oder das auf dem Deutschen basierende u.i.v.

## Definition
Eine Familie {\displaystyle (X_{n})_{n\in \mathbb {N} }} von Zufallsvariablen heißt unabhängig und identisch verteilt, wenn die folgenden beiden Kriterien erfüllt sind:
- Die Familie {\displaystyle (X_{n})_{n\in \mathbb {N} }} ist stochastisch unabhängig.
- Die Zufallsvariablen besitzen alle dieselbe Verteilung. Das bedeutet, es existiert eine Wahrscheinlichkeitsverteilung {\displaystyle P}, so dass {\displaystyle X_{n}\sim P} für alle {\displaystyle n\in \mathbb {N} }.

### Varianten
Die Definition lässt sich problemlos auf beliebige Indexmengen ausdehnen. Gängig ist die Definition für die Indexmenge {\displaystyle \{0,1,\dots ,N\}}, also für eine endliche Folge von Zufallsvariablen {\displaystyle (X_{n})_{n\in \{0,1,\dots ,N\}}}, oder für eine beliebige, möglicherweise überabzählbare Indexmenge {\displaystyle I}.

## Existenz
Eine grundlegende Frage ist, ob überhaupt Folgen aus unendlich vielen Zufallsvariablen existieren, die unabhängig und identisch verteilt sind. Dies ist nicht offensichtlich, da die stochastische Unabhängigkeit eine starke Eigenschaft ist, die auf dem zugrunde liegenden Mengensystem definiert ist und nicht a priori klar ist, ob ein Mengensystem existiert, das groß genug ist, um die stochastische Unabhängigkeit vieler Zufallsvariablen zu ermöglichen.
Tatsächlich lässt sich mit fortgeschrittenen Methoden zeigen, dass beliebig große Familien von unabhängig und identisch verteilten Zufallsvariablen existieren. In einführender Literatur wird meist eine vereinfachte Konstruktion angegeben und die Aussage, welche die Existenz von unabhängig und identisch verteilten Zufallsvariablen liefert, auch als „Klonsatz“ bezeichnet.
Im Kern basieren viele Konstruktionen auf der Existenz des unendlichen Produktmaßes, in der allgemeinsten Version garantiert durch den Satz von Andersen-Jessen. Zur Konstruktion einer Folge von unabhängigen, identisch verteilten Zufallsvariablen mit Verteilungen {\displaystyle P} auf den reellen Zahlen wird der Produktraum
{\displaystyle (\Omega ,{\mathcal {A}},Q)=(\mathbb {R} ^{\mathbb {N} },\left({\mathcal {B}}(\mathbb {R} )\right)^{\otimes \mathbb {N} },P^{\mathbb {N} })}
konstruiert, wobei {\displaystyle \left({\mathcal {B}}(\mathbb {R} )\right)^{\otimes \mathbb {N} }} die Produkt-σ-Algebra ist und {\displaystyle P^{\mathbb {N} }} das unendliche Produktmaß.
Definiert man dann
{\displaystyle X_{n}\colon (\Omega ,{\mathcal {A}},Q)\to (\mathbb {R} ,{\mathcal {B}}(\mathbb {R} ))}
als Projektion der n-ten Komponente, so sind die {\displaystyle (X_{n})_{n\in \mathbb {N} }} alle Zufallsvariablen (da messbar aufgrund der Definition der Produkt-σ-Algebra) und identisch verteilt sowie stochastisch unabhängig. Die allgemeineren Konstruktionen mit allgemeineren Bildräumen und Indexmengen verlaufen analog.

## Verwandte Konzepte

### Austauschbare Familie von Zufallsvariablen
Als austauschbare Familie von Zufallsvariablen bezeichnet man eine Familie von Zufallsvariablen, bei denen sich die Verteilung der gesamten Familie nicht ändert, wenn man endlich viele der Zufallsvariablen miteinander vertauscht. Austauschbare Familien sind immer identisch verteilt, umgekehrt ist jede unabhängig und identisch verteilte Familie immer austauschbar.

### Bedingt unabhängig und identisch verteilt
Einen analogen Begriff zu unabhängig identisch verteilten Zufallsvariablen erhält man, indem man die Unabhängigkeit von Mengensystemen, auf der die Unabhängigkeit von Zufallsvariablen aufbaut, durch die auf dem bedingten Erwartungswert aufbauende bedingte Unabhängigkeit (von Mengensystemen) ersetzt. Dann heißt eine Familie von Zufallsvariablen {\displaystyle (X_{i})_{i\in I}} unabhängig und identisch verteilt gegeben {\displaystyle {\mathcal {A}}}, wenn
- die von den Zufallsvariablen erzeugten σ-Algebren {\displaystyle \sigma (X_{i})} bedingt unabhängig gegeben {\displaystyle {\mathcal {A}}} sind und
- die bedingten Verteilungen {\displaystyle P(\{X_{i}\in \cdot \}|{\mathcal {A}})} alle gleich sind.[7]

### Weitere verwandte Begriffe
Insbesondere im Bereich der klassischen Grenzwertsätze der Stochastik (Gesetz der großen Zahlen und Zentraler Grenzwertsatz) finden sich diverse Abwandlungen der Voraussetzung, dass eine Folge unabhängig und identisch verteilt sein soll. Hierbei wird beispielsweise die stochastische Unabhängigkeit ersetzt durch
- paarweise stochastische Unabhängigkeit, also die stochastische Unabhängigkeit von {\displaystyle X_{i}} und {\displaystyle X_{j}} für {\displaystyle i\neq j}. Dies ist eine echte Abschwächung gegenüber der stochastischen Unabhängigkeit der gesamten Familie von Zufallsvariablen, wie ein Beispiel für die stochastische Unabhängigkeit von Ereignissen hier belegt.
- Unkorreliertheit, wobei diese immer nur als paarweise Unkorreliertheit definiert ist. Da aus Unabhängigkeit immer Unkorreliertheit folgt, der Umkehrschluss aber im Allgemeinen nicht gilt, ist dies eine echte Abschwächung gegenüber der paarweisen Unabhängigkeit (und somit auch der Unabhängigkeit).

Eine weitere Abwandlung sind die unabhängigen Schemata von Zufallsvariablen, wie sie beispielsweise im zentralen Grenzwertsatz von Lindeberg-Feller auftreten. Dabei werden die Zufallsvariablen einer Folge gruppiert und die stochastische Unabhängigkeit nur innerhalb der Gruppen gefordert. Die Abhängigkeiten zwischen den Gruppen sind dabei irrelevant.